# Manchester United Premier Cup 2012
La Manchester United Premier Cup 2012 fue un torneo de fútbol disputado en China entre el 22 de julio y el 25 de julio de 2012.
Participaron 20 equipos en la categoría sub-15. Para seleccionar a los 20 conjuntos, más de 8000 equipos en 40 países tomaron parte en competencias locales, regionales y nacionales, durante los doce meses anteriores al desarrollo de esta etapa final.

## Equipos participantes
| Equipos participantes | Equipos participantes | Equipos participantes | Equipos participantes |
| --------------------- | --------------------- | --------------------- | --------------------- |
| Athletic Club         | Bangkok CC            | Ajax Cape Town        | Bursaspor SK          |
| Hubei FA              | Celtic FC             | Boca Juniors          | Esperance de Tunis    |
| CF Pachuca            | Gamba Osaka           | Dinamo Zagreb         | Inter                 |
| FC Pohang Steelers    | Universidad Católica  | Manchester United     | Keilor Park           |
| VfL Bochum            | Vardar SC             | Shangai FA            | Santos FC             |

## Clasificación Grupo A
| Equipo             | Pts | PJ | PG | PE | PP | GF | GC | Dif |
| ------------------ | --- | -- | -- | -- | -- | -- | -- | --- |
| FC Pohang Steelers | 9   | 4  | 3  | 0  | 1  | 5  | 4  | +1  |
| CF Pachuca         | 7   | 4  | 2  | 1  | 1  | 7  | 2  | +5  |
| Athletic Club      | 7   | 4  | 2  | 1  | 1  | 5  | 3  | +2  |
| VfL Bochum         | 2   | 4  | 0  | 2  | 2  | 0  | 3  | -3  |
| Hubei FA           | 2   | 4  | 0  | 2  | 2  | 2  | 7  | -5  |

### Partidos Grupo A
| 22 de julio de 2012 | Hubei FA | 1:2     | FC Pohang Steelers | Estadio de Shanghái, Shanghái |  |
|                     |          | Reporte |                    |                               |  |

| 22 de julio de 2012 | VfL Bochum | 0:2     | Athletic Club | Estadio de Shanghái, Shanghái |  |
|                     |            | Reporte |               |                               |  |

| 22 de julio de 2012 | CF Pachuca | 4:0     | Hubei FA | Estadio de Shanghái, Shanghái |  |
|                     |            | Reporte |          |                               |  |

| 22 de julio de 2012 | FC Pohang Steelers | 1:0     | VfL Bochum | Estadio de Shanghái, Shanghái |  |
|                     |                    | Reporte |            |                               |  |

| 22 de julio de 2012 | Athletic Club | 0:2     | CF Pachuca | Estadio de Shanghái, Shanghái |  |
|                     |               | Reporte |            |                               |  |

| 23 de julio de 2012 | CF Pachuca | 1:2     | FC Pohang Steelers | Estadio de Shanghái, Shanghái |  |
|                     |            | Reporte |                    |                               |  |

| 23 de julio de 2012 | Hubei FA | 0:0     | VfL Bochum | Estadio de Shanghái, Shanghái |  |
|                     |          | Reporte |            |                               |  |

| 23 de julio de 2012 | FC Pohang Steelers | 0:2     | Athletic Club | Estadio de Shanghái, Shanghái |  |
|                     |                    | Reporte |               |                               |  |

| 23 de julio de 2012 | VfL Bochum | 0:0     | CF Pachuca | Estadio de Shanghái, Shanghái |  |
|                     |            | Reporte |            |                               |  |

| 23 de julio de 2012 | Athletic Club | 1:1     | Hubei FA | Estadio de Shanghái, Shanghái |  |
|                     |               | Reporte |          |                               |  |

## Clasificación Grupo B
| Equipo               | Pts | PJ | PG | PE | PP | GF | GC | Dif |
| -------------------- | --- | -- | -- | -- | -- | -- | -- | --- |
| Gamba Osaka          | 9   | 4  | 3  | 0  | 1  | 5  | 3  | +2  |
| Universidad Católica | 7   | 4  | 2  | 1  | 1  | 4  | 1  | +3  |
| Bangkok CC           | 7   | 4  | 2  | 1  | 1  | 3  | 2  | +1  |
| Celtic FC            | 6   | 4  | 2  | 0  | 2  | 5  | 4  | +1  |
| Vardar SC            | 0   | 4  | 0  | 0  | 4  | 1  | 8  | -7  |

### Partidos Grupo B
| 22 de julio de 2012 | Gamba Osaka | 2:0     | Bangkok CC | Estadio de Shanghái, Shanghái |  |
|                     |             | Reporte |            |                               |  |

| 22 de julio de 2012 | Celtic FC | 0:1     | Universidad Católica | Estadio de Shanghái, Shanghái |  |
|                     |           | Reporte |                      |                               |  |

| 22 de julio de 2012 | Vardar SC | 0:1     | Gamba Osaka | Estadio de Shanghái, Shanghái |  |
|                     |           | Reporte |             |                               |  |

| 22 de julio de 2012 | Bangkok CC | 2:0     | Celtic FC | Estadio de Shanghái, Shanghái |  |
|                     |            | Reporte |           |                               |  |

| 22 de julio de 2012 | Universidad Católica | 3:0     | Vardar SC | Estadio de Shanghái, Shanghái |  |
|                     |                      | Reporte |           |                               |  |

| 23 de julio de 2012 | Vardar SC | 0:1     | Bangkok CC | Estadio de Shanghái, Shanghái |  |
|                     |           | Reporte |            |                               |  |

| 23 de julio de 2012 | Gamba Osaka | 1:3     | Celtic FC | Estadio de Shanghái, Shanghái |  |
|                     |             | Reporte |           |                               |  |

| 23 de julio de 2012 | Bangkok CC | 0:0     | Universidad Católica | Estadio de Shanghái, Shanghái |  |
|                     |            | Reporte |                      |                               |  |

| 23 de julio de 2012 | Celtic FC | 2:0     | Vardar SC | Estadio de Shanghái, Shanghái |  |
|                     |           | Reporte |           |                               |  |

| 23 de julio de 2012 | Universidad Católica | 0:1     | Gamba Osaka | Estadio de Shanghái, Shanghái |  |
|                     |                      | Reporte |             |                               |  |

## Clasificación Grupo C
| Equipo            | Pts | PJ | PG | PE | PP | GF | GC | Dif |
| ----------------- | --- | -- | -- | -- | -- | -- | -- | --- |
| Dinamo Zagreb     | 10  | 4  | 3  | 1  | 0  | 4  | 0  | +4  |
| Boca Juniors      | 9   | 4  | 3  | 0  | 1  | 5  | 2  | +3  |
| Shangai FA        | 4   | 4  | 1  | 1  | 2  | 2  | 4  | -2  |
| Ajax Cape Town    | 2   | 4  | 0  | 2  | 2  | 1  | 3  | -2  |
| Manchester United | 2   | 4  | 0  | 2  | 2  | 0  | 3  | -3  |

### Partidos Grupo C
| 22 de julio de 2012 | Shangai FA | 0:1     | Dinamo Zagreb | Estadio de Shanghái, Shanghái |  |
|                     |            | Reporte |               |                               |  |

| 22 de julio de 2012 | Manchester United | 0:2     | Boca Juniors | Estadio de Shanghái, Shanghái |  |
|                     |                   | Reporte |              |                               |  |

| 22 de julio de 2012 | Ajax Cape Town | 1:1     | Shangai FA | Estadio de Shanghái, Shanghái |  |
|                     |                | Reporte |            |                               |  |

| 22 de julio de 2012 | Dinamo Zagreb | 0:0     | Manchester United | Estadio de Shanghái, Shanghái |  |
|                     |               | Reporte |                   |                               |  |

| 22 de julio de 2012 | Boca Juniors | 1:0     | Ajax Cape Town | Estadio de Shanghái, Shanghái |  |
|                     |              | Reporte |                |                               |  |

| 23 de julio de 2012 | Ajax Cape Town | 0:1     | Dinamo Zagreb | Estadio de Shanghái, Shanghái |  |
|                     |                | Reporte |               |                               |  |

| 23 de julio de 2012 | Shangai FA | 1:0     | Manchester United | Estadio de Shanghái, Shanghái |  |
|                     |            | Reporte |                   |                               |  |

| 23 de julio de 2012 | Dinamo Zagreb | 2:0     | Boca Juniors | Estadio de Shanghái, Shanghái |  |
|                     |               | Reporte |              |                               |  |

| 23 de julio de 2012 | Manchester United | 0:0     | Ajax Cape Town | Estadio de Shanghái, Shanghái |  |
|                     |                   | Reporte |                |                               |  |

| 23 de julio de 2012 | Boca Juniors | 2:0     | Shangai FA | Estadio de Shanghái, Shanghái |  |
|                     |              | Reporte |            |                               |  |

## Clasificación Grupo D
| Equipo             | Pts | PJ | PG | PE | PP | GF | GC | Dif |
| ------------------ | --- | -- | -- | -- | -- | -- | -- | --- |
| Santos FC          | 12  | 4  | 4  | 0  | 0  | 12 | 1  | +11 |
| Inter              | 9   | 4  | 3  | 0  | 1  | 8  | 1  | +7  |
| Bursaspor SK       | 6   | 4  | 2  | 0  | 2  | 8  | 3  | +5  |
| Esperance de Tunis | 3   | 4  | 1  | 0  | 3  | 1  | 8  | -7  |
| Keilor Park        | 0   | 4  | 0  | 0  | 4  | 0  | 16 | -16 |

### Partidos Grupo D
| 22 de julio de 2012 | Keilor Park | 0:2     | Bursaspor SK | Estadio de Shanghái, Shanghái |  |
|                     |             | Reporte |              |                               |  |

| 22 de julio de 2012 | Inter | 0:1     | Santos FC | Estadio de Shanghái, Shanghái |  |
|                     |       | Reporte |           |                               |  |

| 22 de julio de 2012 | Esperance de Tunis | 1:0     | Keilor Park | Estadio de Shanghái, Shanghái |  |
|                     |                    | Reporte |             |                               |  |

| 22 de julio de 2012 | Bursaspor SK | 0:1     | Inter | Estadio de Shanghái, Shanghái |  |
|                     |              | Reporte |       |                               |  |

| 22 de julio de 2012 | Santos FC | 1:0     | Esperance de Tunis | Estadio de Shanghái, Shanghái |  |
|                     |           | Reporte |                    |                               |  |

| 23 de julio de 2012 | Esperance de Tunis | 0:5     | Bursaspor SK | Estadio de Shanghái, Shanghái |  |
|                     |                    | Reporte |              |                               |  |

| 23 de julio de 2012 | Keilor Park | 0:5     | Inter | Estadio de Shanghái, Shanghái |  |
|                     |             | Reporte |       |                               |  |

| 23 de julio de 2012 | Bursaspor SK | 1:2     | Santos FC | Estadio de Shanghái, Shanghái |  |
|                     |              | Reporte |           |                               |  |

| 23 de julio de 2012 | Inter | 2:0     | Esperance de Tunis | Estadio de Shanghái, Shanghái |  |
|                     |       | Reporte |                    |                               |  |

| 23 de julio de 2012 | Santos FC | 8:0     | Keilor Park | Estadio de Shanghái, Shanghái |  |
|                     |           | Reporte |             |                               |  |

## Fase final
|  | Cuartos de final                            | Cuartos de final                            |                                             |           | Semifinales            | Semifinales            |  |  | Final                                       | Final |
|  |                                             |                                             |                                             |           |                        |                        |  |  |                                             |       |
|  | 24 de julio – Estadio de Shanghái, Shanghái |                                             |                                             |           |                        |                        |  |  |                                             |       |
|  |                                             |                                             |                                             |           |                        |                        |  |  |                                             |       |
|  | FC Pohang Steelers                          | 0 (3)                                       |                                             |           |                        |                        |  |  |                                             |       |
|  | FC Pohang Steelers                          | 0 (3)                                       | 24 de julio – Estadio de Shanghái, Shanghái |           |                        |                        |  |  |                                             |       |
|  | Universidad Católica                        | 0 (4)                                       |                                             |           |                        |                        |  |  |                                             |       |
|  | Universidad Católica                        | 0 (4)                                       | Universidad Católica                        | 0 (4)     |                        |                        |  |  |                                             |       |
|  | 24 de julio – Estadio de Shanghái, Shanghái |                                             | Universidad Católica                        | 0 (4)     |                        |                        |  |  |                                             |       |
|  |                                             | Inter                                       | 0 (2)                                       |           |                        |                        |  |  |                                             |       |
|  | Dinamo Zagreb                               | Inter                                       | 0 (2)                                       | 0 (3)     |                        |                        |  |  |                                             |       |
|  | Dinamo Zagreb                               |                                             | 25 de julio – Estadio de Shanghái, Shanghái | 0 (3)     |                        |                        |  |  |                                             |       |
|  | Inter                                       | 0 (4)                                       |                                             |           |                        |                        |  |  |                                             |       |
|  | Inter                                       | 0 (4)                                       | Universidad Católica                        | 2         |                        |                        |  |  |                                             |       |
|  | 24 de julio – Estadio de Shanghái, Shanghái |                                             | Universidad Católica                        | 2         |                        |                        |  |  |                                             |       |
|  |                                             | Gamba Osaka                                 | 1                                           |           |                        |                        |  |  |                                             |       |
|  | Gamba Osaka                                 | Gamba Osaka                                 | 1                                           | 0 (3)     |                        |                        |  |  |                                             |       |
|  | Gamba Osaka                                 | 24 de julio – Estadio de Shanghái, Shanghái |                                             | 0 (3)     |                        |                        |  |  |                                             |       |
|  | CF Pachuca                                  | 0 (1)                                       |                                             |           |                        |                        |  |  |                                             |       |
|  | CF Pachuca                                  | 0 (1)                                       | Gamba Osaka                                 | 1         | Tercer y cuarto puesto | Tercer y cuarto puesto |  |  |                                             |       |
|  | 24 de julio – Estadio de Shanghái, Shanghái |                                             | Gamba Osaka                                 | 1         | Tercer y cuarto puesto | Tercer y cuarto puesto |  |  |                                             |       |
|  |                                             | Santos FC                                   | 0                                           |           |                        |                        |  |  |                                             |       |
|  | Santos FC                                   | Santos FC                                   | 0                                           | 2         | Inter                  | 0                      |  |  |                                             |       |
|  | Santos FC                                   |                                             |                                             | 2         | Inter                  | 0                      |  |  |                                             |       |
|  | Boca Juniors                                | 0                                           |                                             | Santos FC | 2                      |                        |  |  |                                             |       |
|  | Boca Juniors                                | 0                                           |                                             |           | 2                      |                        |  |  |                                             |       |
|  |                                             |                                             |                                             |           |                        |                        |  |  | 25 de julio – Estadio de Shanghái, Shanghái |       |
|  |                                             |                                             |                                             |           |                        |                        |  |  |                                             |       |

### Cuartos de final
| 24 de julio de 2012 | FC Pohang Steelers | 0:0 (3:4 p.) | Universidad Católica | Estadio de Shanghái, Shanghái |  |
|                     |                    | Reporte      |                      |                               |  |

| 24 de julio de 2012 | Dinamo Zagreb | 0:0 (3:4 p.) | Inter | Estadio de Shanghái, Shanghái |  |
|                     |               | Reporte      |       |                               |  |

| 24 de julio de 2012 | Gamba Osaka | 0:0 (3:1 p.) | CF Pachuca | Estadio de Shanghái, Shanghái |  |
|                     |             | Reporte      |            |                               |  |

| 24 de julio de 2012 | Santos FC | 2:0     | Boca Juniors | Estadio de Shanghái, Shanghái |  |
|                     |           | Reporte |              |                               |  |

### Semifinales
| 24 de julio de 2012 | Universidad Católica | 0:0 (4:2 p.) | Inter | Estadio de Shanghái, Shanghái |  |
|                     |                      | Reporte      |       |                               |  |

| 24 de julio de 2012 | Gamba Osaka | 1:0     | Santos FC | Estadio de Shanghái, Shanghái |  |
|                     |             | Reporte |           |                               |  |

### 3° y 4° Puesto
| 25 de julio de 2012 | Inter | 0:2     | Santos FC | Estadio de Shanghái, Shanghái |  |
|                     |       | Reporte |           |                               |  |

### Final
El marcador fue abierto tempranamente por el cuadro de Gamba Osaka, dicho marcador se mantuvo prácticamente durante todo el partido, lo que hizo pensar que el cuadro japonés sería el primer equipo de Asia en levantar el trofeo, pero Universidad Católica, faltando menos de diez minutos de juego, logró emparejar el marcador, para luego anotar un gol en los minutos finales del partido y de esa forma quedarse con el trofeo.

| 25 de julio de 2012 | Universidad Católica | 2:1 (0:1) | Gamba Osaka | Estadio de Shanghái, Shanghái |                            |
|                     |                      | Reporte   |             | Árbitro(s): Andre Marriner    | Árbitro(s): Andre Marriner |

| Chile                                    |
| Campeón Universidad Católica 1.er título |

### Goleadores
| Jugador                      | Equipo    | Goles |
| ---------------------------- | --------- | ----- |
| Vitor Alex de Toledo Sampaio | Santos FC | 6     |